# St. Agatha (Mettingen)

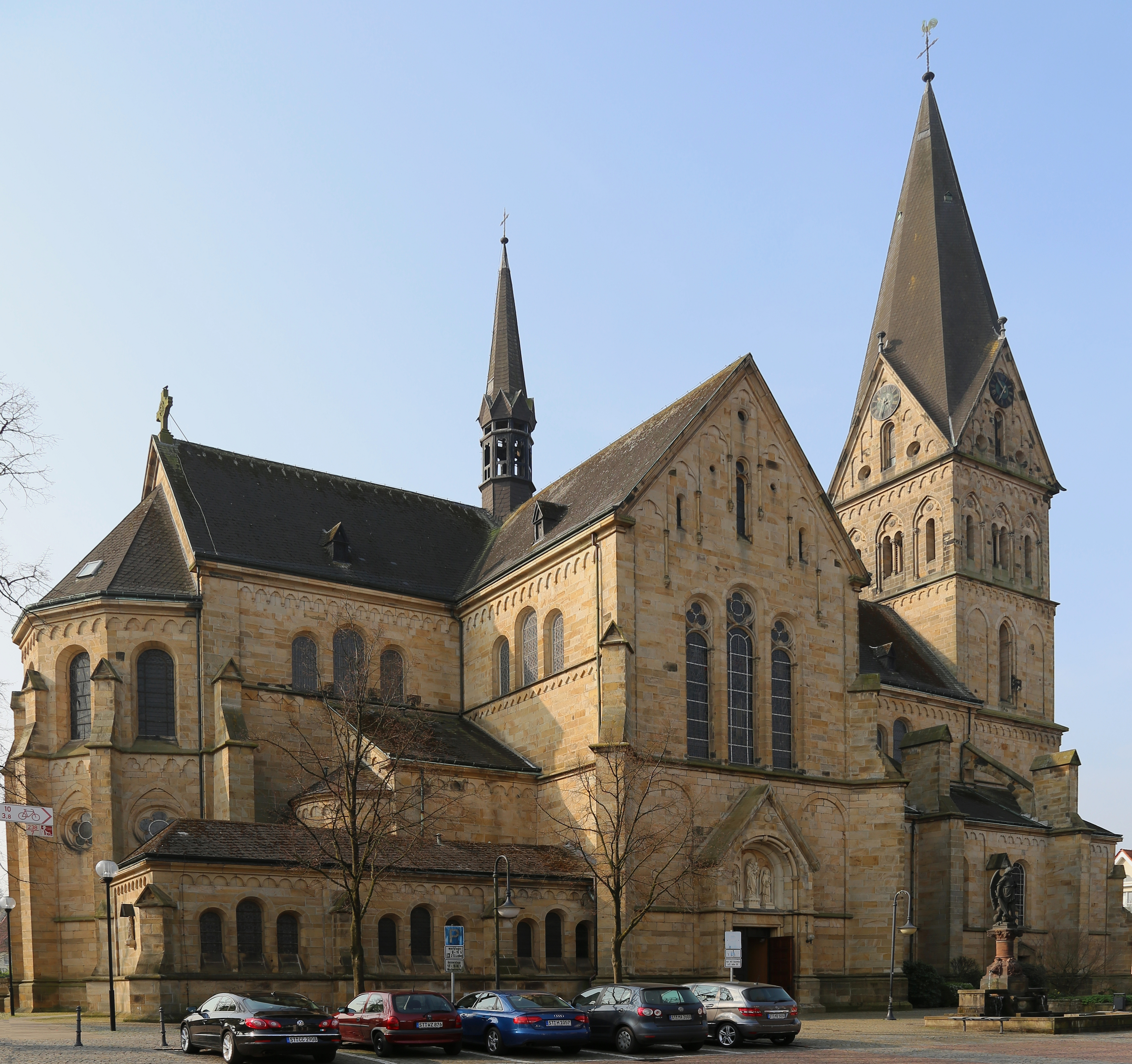
St. Agatha.

Die römisch-katholische Pfarrkirche St. Agatha ist ein denkmalgeschütztes Kirchengebäude in der Gemeinde Mettingen im Kreis Steinfurt in Nordrhein-Westfalen.

## Geschichte und Architektur

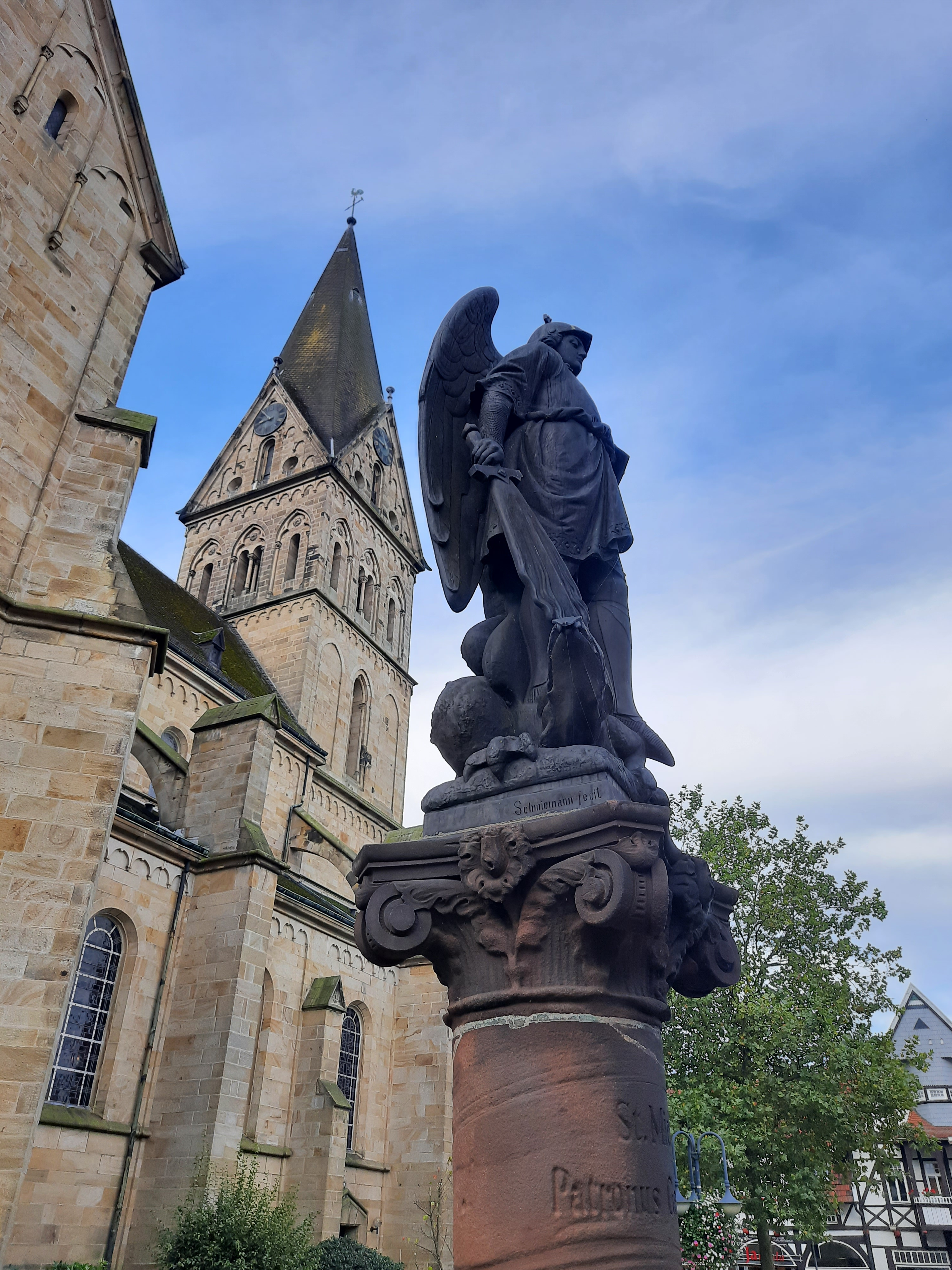
Michaelsbrunnen vor St. Agatha (Bildhauer: August Schmiemann)

Die heutige Kirche St. Agatha in Mettingen wurde von 1891 bis 1894 nach Plänen des münsteraner Architekten Wilhelm Rincklake erbaut und am 17. September 1895 durch Bischof Hermann Jakob Dingelstad geweiht. Pfarrer Heinrich Hügging gründete zur Finanzierung des Kirchenbaus im Jahre 1888 den Agatha-Verein. Aufgrund zusätzlicher großzügiger Geld- und Sachspenden der Gläubigen konnte der Kirchenneubau finanziell gestemmt werden. 
Direkt vor dem Kirchenneubau befand sich die Vorgängerkirche von 1777, die aufgrund ihrer schlechten Bausubstanz und des geringen Platzangebotes abgebrochen wurde. Den Standort ihres Altares markiert seit 1902 der Michaelsbrunnen von Bildhauer August Schmiemann aus Münster.
Die Kirche feiert den Namenstag der Hl. Agatha am 5. Februar.

## Ausstattung
Die konkrete Planung der inneren Gestaltung der Kirche begann 1893 unter Leitung des Architekten Rincklake.
Im Januar 1894 wurde der Hochaltar errichtet, ein Werk des Bildhauers Bernhard Frydag aus Münster. 
1897 wurde bei Bildhauer Hertel eine steinerne Kanzel in Auftrag gegeben, die mit vier Bildwerken und fünf Heiligenfiguren geschmückt wurde. Die Kanzel wurde 1957 abgebaut. Die Säulen dienen dem heutigen Taufstein als Unterkonstruktion. Drei Reliefbilder der Kanzel, "Jesus und das Volk, "Jesus am Jakobsbrunnen" und "Jesus lehrt am See Genezareth" wurden 2009 in die neu geschaffene Altarinsel eingelassen. Außerdem enthält diese auf der Vorderseite ein Relief des Bildhauers August Schmiemann mit dem Thema aus dem Alten Testament "Abraham und Melchisedek".

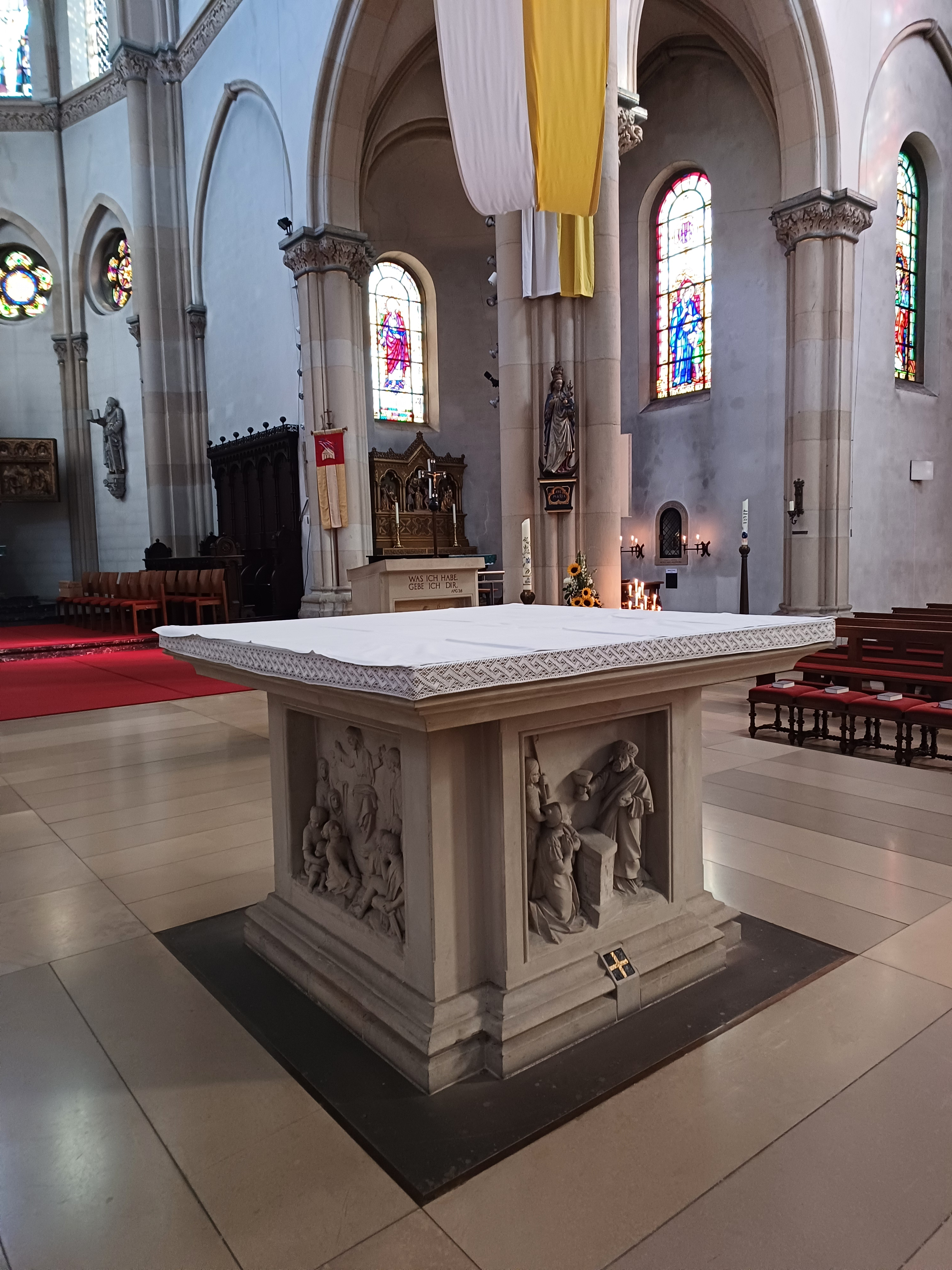
Altarinsel mit eingelassenen Reliefbildern

Kirchenbänke und Beichtstühle stammten von den Schreinermeistern Bedenbecker und Konermann aus Mettingen.  
Weitere Ausstattungsdinge der heutigen Kirche sind:    
- Eine ostdeutsche Marienklage aus Holz vom 15. Jahrhundert wurde im Kunsthandel erworben
- Eine Muttergottes mit Granatapfel, auf einer Mondsichel stehend, um 1460
- Ein kleines Vesperbild vom Anfang des 16. Jahrhunderts stammt aus einer Osnabrücker Werkstatt
- Johannes der Täufer Figur vom 16. Jahrhundert
- Christus in der Rast vom 17. Jahrhundert
- Zwei Apostel vom Hochaltar der Vorgängerkirche von 1777[3]
- Im 20. Jahrhundert gestaltete Glasfenster von Josef Scheuer (1930), Julius Matschinski (1931), Albert Bocklage (1988/1993) und namentlich nicht bekannten Künstlern.

## Orgel
Die Orgel wurde 2010 von der Orgelbaufirma Fleiter (Münster) im Turmraum neu erbaut, wobei große Teile des Pfeifenmaterials des Vorgängerinstruments von Franz Breil (Dorsten) aus dem Jahre 1973 wiederverwendet wurden. Das Instrument hat 42 Register (darunter zwei Transmissionen) auf drei Manualen und Pedal. Die Spieltrakturen sind – mit Ausnahme derer des Chamadewerkes – mechanisch. Die Registertrakturen sind elektrisch. Eine Besonderheit ist, dass die Pfeifen des Prinzipal 16′ des Hauptwerkes freihängend seitlich rechts und links der Turmöffnung platziert wurden.
| I Hauptwerk C–g3 |             |       |   |
| 1.               | Prinzipal   | 16′   |   |
| 2.               | Prestant    | 8′    | N |
| 3.               | Flute harm. | 8′    | N |
| 4.               | Gedackt     | 8′    |   |
| 5.               | Gambe       | 8′    | N |
| 6.               | Oktave      | 4′    |   |
| 7.               | Blockflöte  | 4′    |   |
| 8.               | Quinte      | 2 ⁄3′ | N |
| 9.               | Oktave      | 2′    |   |
| 10.              | Mixtur IV–V | 1 ⁄3′ |   |
| 11.              | Cornet V    | 8′    |   |
| 12.              | Trompete    | 16′   |   |
| 13.              | Trompete    | 8′    |   |

| II Schwellwerk C–g3 |                   |        |   |
| 14.                 | Bourdun           | 16′    |   |
| 15.                 | Geigenprinzipal   | 8′     | N |
| 16.                 | Viola             | 8′     | N |
| 17.                 | Vox celestis      | 8′     | N |
| 18.                 | Rohrflöte         | 8′     | N |
| 19.                 | Prestant          | 4′     |   |
| 20.                 | Flute octaviante  | 4′     | N |
| 21.                 | Nasard            | 2 ⁄3′  | N |
| 22.                 | Oktavin           | 2′     | N |
| 23.                 | Terz              | 1 3⁄5′ |   |
| 24.                 | Fourniture III–IV | 2′     | N |
| 25.                 | Trompette harm.   | 8′     | N |
| 26.                 | Basson-Hautbois   | 8′     | N |
| 27.                 | Voix humaine      | 8′     | N |
|                     | Tremulant         |        |   |

| III Chamadenwerk C–g3 |                       |     |   |
| 28.                   | Trompeta magna        | 16′ | N |
| 29.                   | Trompete real         | 8′  | N |
| 30.                   | Trompete clarin       | 4′  | N |
| 31.                   | Flute harm. (= Nr. 3) | 8′  |   |
| 32.                   | Cornett (= Nr. 11)    | 8′  |   |
|                       | Tremulant             |     |   |

| Pedal C–f1 |             |     |   |
| 33.        | Offenbass   | 32′ |   |
| 34.        | Prinzipal   | 16′ | N |
| 35.        | Subbass     | 16′ |   |
| 36.        | Oktavbass   | 8′  |   |
| 37.        | Gedecktbass | 8′  |   |
| 38.        | Choralbass  | 4′  |   |
| 39.        | Mixtur V    | 2′  |   |
| 40.        | Posaune     | 16′ |   |
| 41.        | Trompete    | 8′  |   |
| 42.        | Trompete    | 4′  |   |

- Koppeln
  - Normalkoppeln:II/I, III/I, III/II, I/P, II/P, III/P
  - Superoktavkoppel: II/P
- Anmerkung

N = ganz oder teilweise neues Register von Fleiter (2010)